# Национальный совет кинокритиков США (1930)
2-я церемония вручения наград Национального совета кинокритиков США

1930 год
На своей второй церемонии Национальный совет кинокритиков США назвал лучшие фильмы 1930 года.

## Десять лучших фильмов
- Молодчина Дэвид
- The Man from Blankley's
- Мужчины без женщин
- Марокко
- На западном фронте без перемен
- Обратная связь
- Праздник
- Роман
- Смех
- Улица удачи

## Пять лучших иностранных фильмов
- High Treason
- Земля
- Потомок Чингисхана
- Старое и новое
- Zwei Herzen im Dreiviertel-Takt